# Więciórka
Więciórka est une localité polonaise de la gmina de Tokarnia, située dans le powiat de Myślenice en voïvodie de Petite-Pologne.